# Sitticus dubatolovi
Sitticus dubatolovi är en spindelart som beskrevs av Logunov, Rakov 1998. Sitticus dubatolovi ingår i släktet Sitticus och familjen hoppspindlar. Inga underarter finns listade i Catalogue of Life.